# Toffelzaag

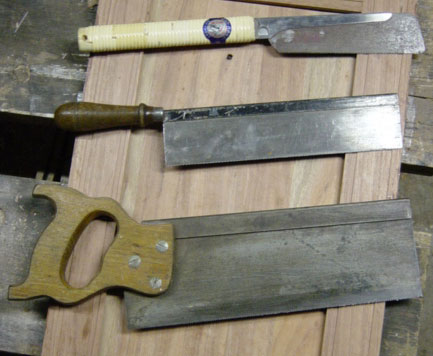
Enkele zagen. De onderste is de kapzaag, daarboven de toffelzaag

De toffel- of rugzaag is een kleine handzaag die gebruikt wordt voor het "fijne" werk bij houtbewerking, zoals voor het op maat maken van schilderijlijsten.
De toffelzaag is eigenlijk een kleine kapzaag, met versterkte rug en fijne afkorttanden. De tanden zijn 'licht' gezet, opdat er een zeer smalle zaagsnede mee kan worden gemaakt. Het handvat is veelal uitgevoerd in de vorm van een beitelhecht. Deze zaag dient voornamelijk voor het haaks of in verstek afkorten van dunne latten en lijstwerk, vaak in combinatie met een verstekbak, daarnaast ook voor fineerwerk en triplex.
De toffelzaag heeft een lengte van 100 tot 250 millimeter. Het zaagblad is van staal en het handvat van hout of kunststof.
De toffelzaag heeft 18 tot 30 tanden per inch (dat is ongeveer 7 tot 12 tanden per 10 millimeter).